# Tak
Pour les articles homonymes, voir Tak (homonymie).
Pour la province de Thaïlande, voir Province de Tak.
Tak est une ville du nord de la Thaïlande. Elle est située au sud du confluent de la Wang et de la Ping, un des tributaires de la Chao Phraya. En 2005 elle comptait 19 900 habitants.